# Sergio Pacheco (Fußballspieler, 1959)
Sergio Antonio Pacheco Reyes (* 30. Juli 1959) ist ein ehemaliger chilenischer Fußballspieler. Der Mittelfeldspieler nahm an den Olympischen Spielen 1984 teil.

## Karriere

### Verein
Über die Karriere von Sergio Pacheco ist wenig bekannt. Von 1982 bis 1984 spielte er für Audax Italiano und bestritt in dieser Zeit 65 Spiele. Weitere Stationen sind nicht belegt.

### Nationalmannschaft
Mit der Olympia-Auswahl nahm Pacheco an den Olympischen Spielen 1984 teil, bestritt allerdings kein Turnierspiel. Nach dem zweiten Platz in der Gruppenphase hinter dem späteren Olympiasieger Frankreich schied Chile im Viertelfinale gegen Italien nach Verlängerung aus.